# The Uplift Mofo Party Plan
The Uplift Mofo Party Plan je třetí studiové album kalifornské skupiny Red Hot Chili Peppers. Bylo vydáno v roce 1987. Bylo to první album skupiny, které se dostalo do amerického žebříčku Billboard Top 200, ale jen na 148. místo. Jedná se také o poslední studiové album, na kterém vystupuje kytarista Hillel Slovak; roku 1988 se předávkoval heroinem.

## Seznam písní
Všechny skladby napsali Flea, Anthony Kiedis, Jack Irons a Hillel Slovak, pokud není uvedeno jinak.
| Pořadí | Název                       | Autor                                         | Délka |
| ------ | --------------------------- | --------------------------------------------- | ----- |
| 1.     | Fight Like a Brave          |                                               | 3:53  |
| 2.     | Funky Crime                 |                                               | 3:00  |
| 3.     | Me & My Friends             |                                               | 3:09  |
| 4.     | Backwoods                   |                                               | 3:08  |
| 5.     | Skinny Sweaty Man           |                                               | 1:16  |
| 6.     | Behind the Sun              | Michael Beinhorn, Flea, Irons, Kiedis, Slovak | 4:40  |
| 7.     | Subterranean Homesick Blues | Bob Dylan                                     | 2:34  |
| 8.     | Special Secret Song Inside  |                                               | 3:16  |
| 9.     | No Chump Love Sucker        |                                               | 2:42  |
| 10.    | Walkin' on Down the Road    | Flea, Irons, Kiedis, Cliff Martinez, Slovak   | 3:49  |
| 11.    | Love Trilogy                |                                               | 2:42  |
| 12.    | Organic Anti-Beat Box Band  |                                               | 4:10  |

Remasterovaná verze z roku 2003 obsahuje i tyto bonusy:
1. „Behind The Sun (Instrumental Demo)“
2. „Me And My Friends (Instrumental demo)“